# 11. Jahrhundert
Portal Geschichte | Portal Biografien | Aktuelle Ereignisse | Jahreskalender | Tagesartikel

◄ |
9. Jh. |
10. Jh. |
11. Jahrhundert
| 12. Jh.
| 13. Jh.
| ►

1000er |
1010er |
1020er |
1030er |
1040er |
1050er |
1060er |
1070er |
1080er |
1090er
Das 11. Jahrhundert begann am 1. Januar 1001 und endete am 31. Dezember 1100. Die Weltbevölkerung in diesem Jahrhundert wird auf 250 bis 350 Millionen Menschen geschätzt. In Europa führte eine religiöse Reformbewegung zur Stärkung des Papsttums, dessen Herrschaftsansprüche mit denen des Kaisers im Investiturstreit kollidierten. Am Ende des Jahrhunderts wurden sowohl die Eroberung muslimisch beherrschter Territorien auf der iberischen Halbinsel (Reconquista) als auch die Einnahme Jerusalems durch den ersten Kreuzzug religiös legitimiert. Im Gegensatz dazu begründeten die Normannen ihre Eroberungen Englands und Süditaliens vor allem machtpolitisch.
Von Zentralasien eroberten die muslimischen Seldschuken ein Gebiet bis nach Anatolien. Die Gebietsverluste in Anatolien schwächten das byzantinische Reich dauerhaft. Auf dem indischen Subkontinent stieg das Reich der Chola zu einer mächtigen Regional- und Seemacht auf. China erreichte unter der Song-Dynastie große technische und wirtschaftliche Fortschritte.

## Europa

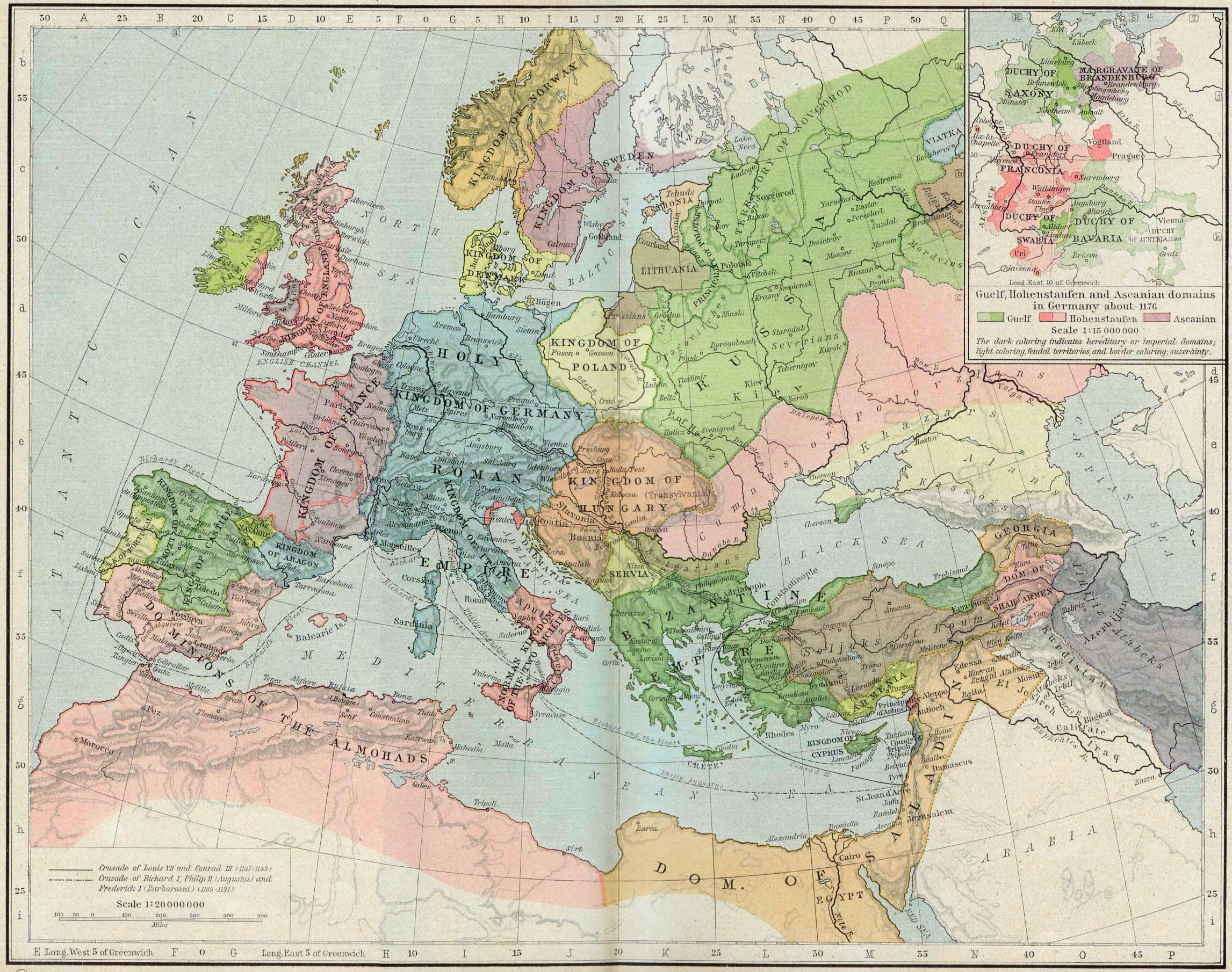
Europa um 1190

Im 11. Jahrhundert waren die Veränderungen in Europa so weitreichend, dass Historiker in der Mitte dieses Jahrhunderts den Übergang vom Frühmittelalter zum Hochmittelalter sehen.
Die europäischen Herrschaftsgebiete können nach der dominierenden religiösen Ausrichtung gruppiert werden. Nord-, West und Mitteleuropa waren durch das römisch-katholische Christentum geprägt. Das größte und mächtigste Reich dieser auch Abendland genannten Region war das römisch-deutsche Reich im Zentrum Europas. Ost- und Südosteuropa prägten orthodox-christliche Reiche, von denen das Byzantinische Reich die Region politisch und kulturell dominierte. Auf der iberischen Halbinsel und Sizilien gab es muslimische Reiche, während in einigen Gebieten Nordosteuropas noch ethnische Religionen dominierten.

### Religiöse Reformbewegungen des abendländischen Europa
Die Gesellschaft des 11. Jahrhunderts war sehr religiös. Im abendländischen Europa waren christliche Klöster und kirchliche Amtsträger stark in die politische Ordnung eingebunden. In allen Reichen, insbesondere im Heiligen Römischen Reich, übten weltliche Herrscher maßgeblichen Einfluss auf die Besetzung der kirchlichen Ämter aus. Auch mehrere Päpste kamen in der ersten Jahrhunderthälfte auf Initiative der Kaiser, die sich als Stellvertreter Gottes auf Erden verstanden, in ihr Amt.

Mathilde von Canossa und Hugo von Cluny als Fürsprecher Heinrichs IV. (Vita Mathildis des Donizio, um 1115. Vatikanstadt, Bibliotheca Apostolica Vaticana, Ms. Vat. lat. 4922, fol. 49v)

Anderseits förderten einige Adelige schon seit dem 10. Jahrhundert eine Bewegung zur Klosterreform, die von der Abtei Cluny ausgegangen war. Diese setzte der Vernachlässigung der religiösen Praxis in den Klöstern die strenge Befolgung der Benediktregel entgegen. Ferner wurde die Unabhängigkeit der Klöster von weltlichen Autoritäten gefordert. Einige Klosterreformer waren auch wichtige Förderer der Kirchenreformen des 11. Jahrhunderts, die die Präzisierung der Glaubensinhalte, die Vereinheitlichung der Glaubenspraxis und die Unabhängigkeit der kirchlichen Institutionen von der weltlichen Gewalt zum Inhalt hatten. Diesen Zielen folgend setzten die Reformer die Verpflichtung der Kleriker zu einem ehelosen Leben durch und ächteten den Kauf kirchlicher Ämter, der Simonie genannt wird.
In der zweiten Jahrhunderthälfte erstritt sich das Papsttum in schnellen Schritten die Unabhängigkeit von Kaisern und Stadtrömern. Ein wichtiger Schritt war die Festlegung im Papstwahldekret, dass die Päpste zukünftig nur von Kardinälen zu wählen seien. Die katholische Kirche entwickelte sich zu einer europaweit hierarchisch gegliederten Organisation mit dem Papst an der Spitze. Papst Gregor VII. dokumentierte im Dictatus Papae den Führungsanspruch des Papstes nicht nur über die Kirche, sondern auch über die gesamte christliche Welt. Diese Forderung führte zu Konflikten mit verschiedenen Herrschern Europas, der auch Investiturstreit genannt wird. Der Konflikt mit Heinrich IV., dem König des Heiligen Römischen Reiches, eskalierte am stärksten. König und Papst erklärten sich gegenseitig für abgesetzt. Darüber hinaus exkommunizierte der Papst Heinrich, der damit der erste exkommunizierte römisch-deutsche König war. Der Konflikt wurde in diesem Jahrhundert trotz des Ganges nach Canossa nicht endgültig gelöst. Auch wenn das Problem der Einsetzung der Bischöfe mit dem Wormser Konkordat im Jahr 1122 geregelt wurde, prägten die machtpolitischen Auseinandersetzungen zwischen Päpsten und Kaisern auch die folgenden Jahrhunderte. Insgesamt setzte die Kirchenreformbewegung des 11. Jahrhunderts einen jahrhundertelangen Prozess in Gang, der die christlichen Kirchen Europas zu vom Staat getrennten Institutionen werden ließ.
Der vehement postulierte Vorranganspruch der Päpste verstärkte die Trennung zwischen römisch-katholischer und griechisch-orthodoxer Kirche, die mit der orthodoxen Missionierung Russlands und des Balkans an Selbstbewusstsein gewonnen hatte. Das sogenannte Morgenländische Schisma von 1054 war ein Meilenstein im jahrhundertelangen Trennungsprozess der beiden christlichen Kirchen.
Eine mächtigere und viel stärker zentralisierte christliche Kirche begann, Kriege gegen Menschen anderen Glaubens religiös zu rechtfertigen. Dem Aufruf des Papstes zum Kreuzzug am Ende des Jahrhunderts folgten die Kreuzfahrer jedoch sowohl aus geistlichen als auch aus weltlichen Motiven. Bevor im ersten Kreuzzug vorwiegend französische Ritter mit ihrem Gefolge auszogen und Jerusalem eroberten, bildete sich ein nicht von der Amtskirche autorisierter Volkskreuzzug aus der armen Landbevölkerung Nordfrankreichs und Lothringens. Im Laufe dieses gescheiterten Kreuzzuges kam es zu den ersten Judenpogromen des Mittelalters.

### Das Heilige Römische Reich

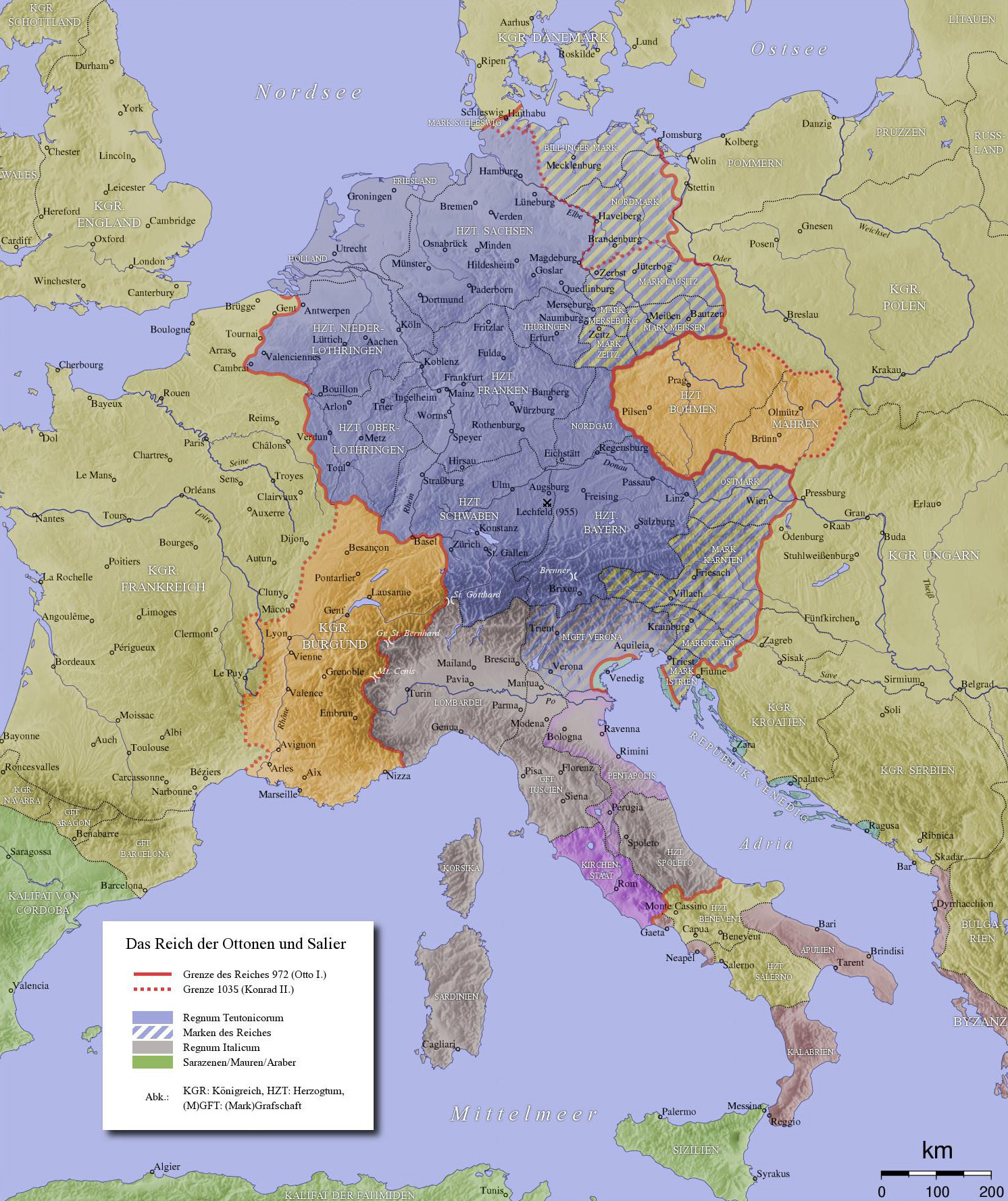
Das Reich der Ottonen und Salier

In der ersten Jahrhunderthälfte wurde das Heilige Römische Reich von drei mächtigen Kaisern regiert. Nach dem letzten ottonischen Kaiser Heinrich II. wurde Konrad II. durch den Adel zum ersten König der Salier-Dynastie erhoben. Er erweiterte das Reich durch Erbgang um das Königreich Burgund.
Im Selbstverständnis und der Herrschaftsausübung Heinrichs III., dem Sohn und Nachfolger Konrads, fanden Entwicklungen ihren Höhepunkt, deren Anfänge bei den Ottonen des vorherigen Jahrhunderts lagen. Sie prägten, wenn auch mit unterschiedlichem Schwerpunkt, schon deutlich die Herrschaft seiner zwei Amtsvorgänger. Heinrich III. sah sich nicht nur als höchster weltlicher Herrscher, sondern auch als Stellvertreter Jesu Christi auf Erden. Bei der Durchsetzung seiner Herrschaft nahm er wenig Rücksicht auf einen Ausgleich mit dem Adel, wie es noch sein Vater Konrad II. tat und es dem Gerechtigkeitsempfinden der Adelsschicht entsprach. Wie auch seine Vorgänger besetzte er fast alle Bischofsämter des Reiches mit seinen Getreuen, steigerte den Besitz der Bistümer und stützte sein Regierungshandeln vornehmlich auf die Bischöfe und ihre Ressourcen. In diesem Zusammenhang sprechen Historiker vom Ottonisch-Salischen Reichskirchensystem. Sein autoritärer Herrschaftsstil fand in den letzten Lebensjahren vor seinem Tod im Jahre 1056 sowohl bei weltlichen Adeligen als auch bei Kirchenvertretern zunehmend Widerspruch.
Doch erst sein Sohn Heinrich IV. geriet in einen weitreichenden Konflikt sowohl mit dem Papst als auch einer Adelsopposition, die ihn einer tyrannischen Machtpolitik beschuldigte. Seine Exkommunikation konnte Heinrich zwar mit dem Gang nach Canossa revidieren, die erstmalige Ernennung eines römisch-deutschen Gegenkönigs konnte er jedoch nicht verhindern. Erst durch dessen Tod in der Schlacht bei Hohenmölsen erlangte Heinrich seine Macht zurück. Der Konflikt hatte weitreichende Folgen für die Herrschaftsstruktur des Reiches. Den nachfolgenden Königen stand ein selbstbewusster Adel oft auch in Opposition gegenüber. Auch auf die Bischöfe und Äbte im Reich konnten sie sich viel weniger verlassen. Ihre Herrschaft legitimierten sie zunehmend mit weltlichen Argumenten.

### West- und Nordeuropa
Westlich des Heiligen Römischen Reiches erstreckte sich das französische Königreich. Im 10. und 11. Jahrhundert waren die französischen Könige auf ihren Kernraum in der Île-de-France beschränkt. Diese Krondomäne betrug ungefähr ein Zehntel des Königreiches. Die restlichen Teile wurden von rund einem Dutzend großer Kronvasallen beherrscht, über die der König nur die nominelle Oberhoheit hatte. Wie der Monarch in seiner Krondomäne so konnten auch die anderen Kronvasallen eine zentrale Herrschaftsposition innerhalb ihrer Territorien aufbauen. Im 11. Jahrhundert nahmen die Kontakte zwischen Frankreich und dem Heiligen Römischen Reich, die beide aus dem Frankenreich hervorgegangen waren, stark ab.

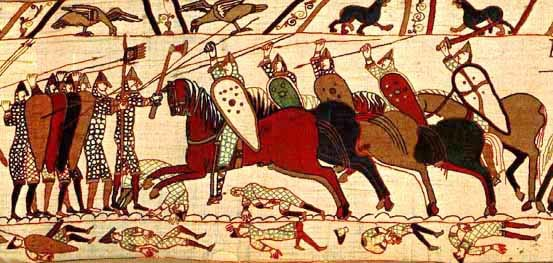
Schlacht von Hastings (Abbildung auf dem Teppich von Bayeux)

Im Jahr 1016 eroberte der dänische König Knut der Große England. Er regierte England in Personalunion mit großen Teilen Skandinaviens. Dieses Nordseereich brach jedoch kurz nach seinem Tod im Jahr 1035 unter seinen Nachfolgern zusammen. Mit der normannischen Eroberung durch Wilhelm den Eroberer erlebte England einen grundlegenden politischen und gesellschaftlichen Umbruch. Seinem Sieg in der Schlacht bei Hastings im Jahre 1066 folgte ein weitgehender Austausch der weltlichen und kirchlichen Führungsschicht. Ein hierarchisches Lehnssystem wurde etabliert und zahlreiche Burgen im Land gebaut. Die Normannen übernahmen ein im Vergleich zum übrigen Europa gut ausgebautes Verwaltungs- und Steuersystem von ihren Vorgängern. Zur Steigerung der Steuereinnahmen führte der König mit der Erstellung des sogenannten Domesday Books eine für diese Zeit beispiellose statistische Erhebung des Besitzes seiner Untertanen durch. Zwar gerieten auch die englischen und französischen Monarchen in Konflikt mit den Reformpäpsten, dieser eskalierte jedoch weniger stark als der mit dem römisch-deutschen König.

### Die italienische und die iberische Halbinsel
Eine andere normannische Gruppe eroberte im 11. Jahrhundert das muslimisch regierte Sizilien und das christliche Süditalien. Die normannische Eroberung Süditaliens war ein Prozess, der sich fast über das ganze Jahrhundert hinzog und an dessen Ende die Herrschaft der Brüder Roger I. und Robert Guiskard stand. Bei der Eroberung Süditaliens sahen sich die Normannen den verschiedenen Interessen der Päpste sowie der byzantinischen und römisch-deutschen Kaiser in dieser Region ausgesetzt. Außer dem Austausch der obersten Eliten ergaben sich keine großen Änderungen für die Bevölkerung, die in Sizilien zur Hälfte muslimischen Glaubens war.
Im 11. Jahrhundert waren vier italienische Städte, Venedig, Genua, Pisa und Amalfi mächtige Seemächte. Auf Basis ihrer wirtschaftlichen Erfolge setzten sie auch ihre politischen Interessen mit ihren mächtigen militärischen Flotten durch.

Taifa-Königreiche 1080

Eine weitere Grenzlinie zwischen christlich beherrschten nördlichen Territorien und muslimisch beherrschten südlichen Territorien verlief auf der Iberischen Halbinsel. Zu Beginn des Jahrhunderts brach das die Mitte und den Süden der Halbinsel beherrschende Kalifat von Córdoba aufgrund ethnischer Spannungen zusammen. Aus dem zentralen Reich entstanden zahlreiche kleine Taifa-Königreiche. Die Taifas versuchten einerseits durch Kultur und Prachtentfaltung andererseits durch Kriegszüge ihre Macht auszuweiten. Bis in die 1070er Jahre kam es zu zahlreichen interreligiösen Koalitionen zwischen einzelnen christlichen Königreichen des Nordens und einzelnen Taifas. Danach gewann die christliche Reformbewegung in Nordspanien schnell an Anhängern. Dies hatte zur Folge, dass das christliche Spanien viele Elemente der Kultur des übrigen Europas übernahm und die Kirche sich der unmittelbaren Herrschaft Roms unterstellte. Jedoch erst mit der Kreuzzugbewegung im letzten Jahrzehnt wurde die Rückeroberung der muslimischen Gebiete, auch Reconquista genannt, stark religiös legitimiert.
Die christlichen Reiche nutzten am Ende des Jahrhunderts die geringe Größe der Taifas aus, um große Gebietsgewinne zu erzielen. Die höchste Symbolkraft hatte dabei die Eroberung der Stadt Toledo. Die Taifas holten zu ihrer militärischen Unterstützung die nordafrikanischen Almoraviden ins Land. Diese Gruppe vertrat einen dogmatisch rigiden sunnitischen Islam und geriet schnell in Konflikt mit der Bevölkerung der Taifas, die den Islam wesentlich liberaler auslegte. Bis zum Ende des Jahrhunderts wurden die Taifas nacheinander entweder vom christlichen Norden oder von den Almoraviden erobert.

### Osteuropa, Südosteuropa und Byzanz

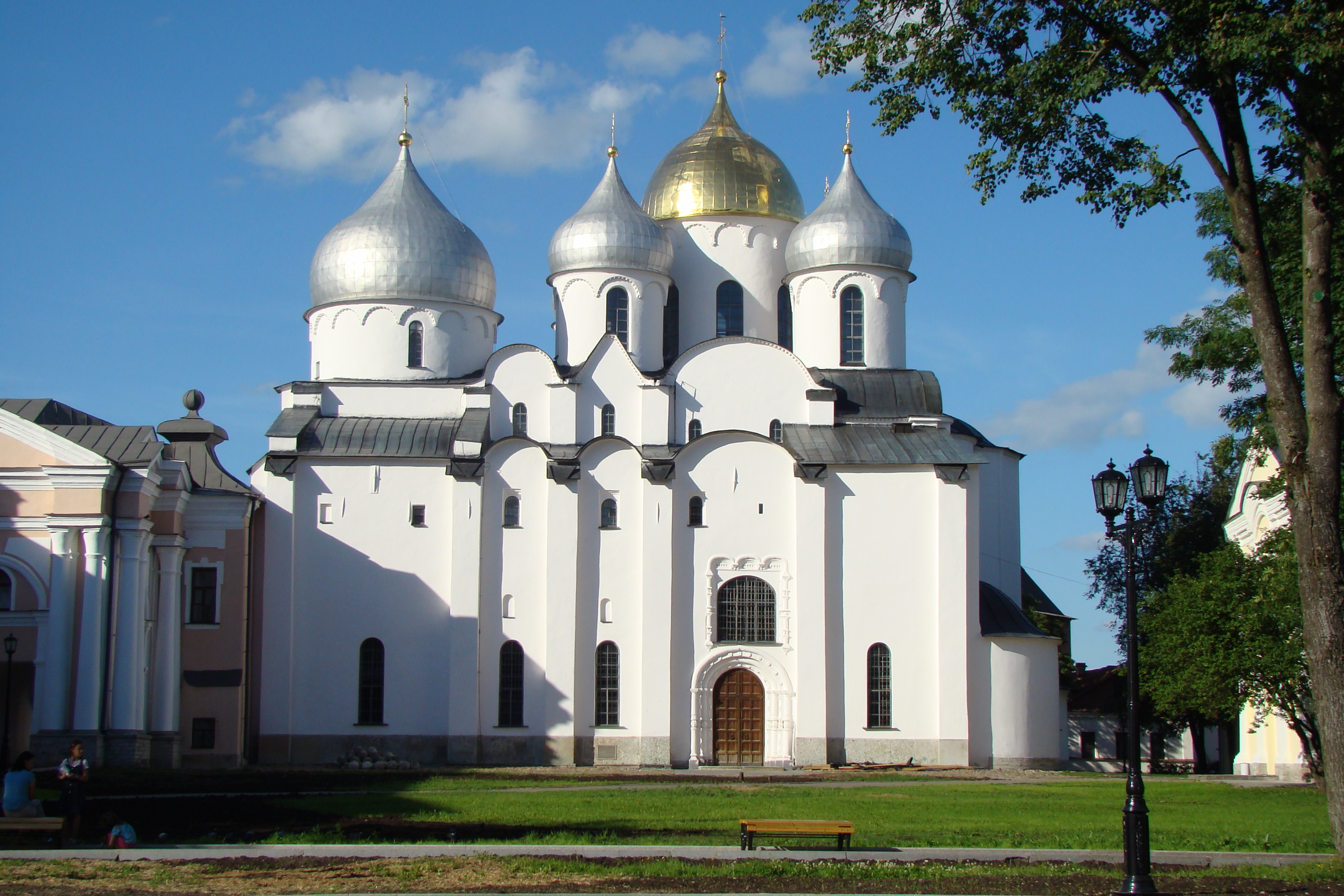
Sophienkathedrale in Nowgorod von Südosten

Das Bestreben der polnischen Könige war es, die Unabhängigkeit des polnischen Königreiches zu bewahren. Dabei führten sie mehrfach Auseinandersetzungen mit dem römisch-deutschen Kaiserreich und den Kiewer Rus. Tschechien blieb trotz polnischer Eroberungsversuche ein selbständiger Teil des Heiligen Römischen Reiches.
Die Kiewer Rus war eine lockere Föderation slawischer Herrschaftsgebiete, die von der östlichen Ostsee bis nach Kiew reichte. Unter Jaroslaw dem Weisen blühte der Fernhandel und damit die an den großen Flüssen gelegenen Städte. Die Russen pflegten wirtschaftliche und politische Kontakte sowohl nach Europa als auch nach Byzanz. Basierend auf der wirtschaftlichen Stärke wurden die Sophienkathedralen von Kiew und Nowgorod errichtet, deren Baustil sich an Byzanz orientierte. In dem von Jaroslaw eingeführten Senioratsprinzip, nach dem die Großfürsten ihr Amt vererbten, lag jedoch auch der Keim, der im 12. Jahrhundert zum Zerfall des Reiches führte.

Byzantinisches Reich um 1025

Zu Beginn des Jahrhunderts eroberte das Byzantinische Reich den ganzen Balkan, so dass sich Byzanz beim Tod des Kaisers Basileios II. im Jahr 1025 von der Balkanhalbinsel bis nach Syrien unter Einschluss mehrerer Mittelmeerinseln und Teilen Süditaliens erstreckte. Bezogen auf die Zeit nach der Islamischen Expansion des 7. Jahrhunderts erreichte das politisch stabile Byzanz den Höhepunkt seiner Macht. Am Ende des Jahrhunderts war das Kaiserreich wesentlich schwächer, da es große Teile Kleinasiens und seine Territorien in Süditalien verloren hatte.
Nach dem Tod des kinderlosen Basileios konnte die Makedonische Dynastie keine längerfristig stabile Kaiserherrschaft mehr etablieren. Schnelle Wechsel der Amtsinhaber schwächten die kaiserliche Zentralmacht. Schon in den vergangenen Jahrhunderten hatten Adel und Kirche begonnen, einen immer größeren Großgrundbesitz zu erwerben. Sie zahlten nicht nur weniger Steuern, sondern verringerten die Zahl der selbständigen Soldatenbauern. Das führte dazu, dass die byzantinische Armee immer stärker auf Söldner angewiesen war. Um Mittel für diese zu beschaffen, schwächten die Kaiser in der Mitte des Jahrhunderts den Wert der byzantinischen Währung. Der Solidus, zuvor eine der bedeutendsten Leitwährungen Europas und des Mittelmeerraums, verlor insbesondere im Ausland bis zum Jahrhundertende einen großen Teil seiner Reputation. Dies wirkte sich dauerhaft negativ auf die byzantinische Macht und Wirtschaftskraft aus.
Insbesondere in der zweiten Jahrhunderthälfte stand die byzantinische Armee zahlreichen neuen äußeren Feinden des Reiches gegenüber. Die Normannen konnten die Byzantiner im Jahr 1071 vollständig aus Italien vertreiben. Ihre Angriffe auf die westliche Balkanhalbinsel wehrte die byzantinische Armee jedoch ab. Der östliche Balkan wurde von den nomadischen Petschenegen bedroht, die sich von Westsibirien in Richtung Balkan ausgedehnt hatten. Durch einen militärischen Sieg im Jahr 1091 konnte Byzanz diese Bedrohung seiner Territorien abwehren.
Besonders folgenreich erwiesen sich die Reaktionen der Byzantiner auf ihre Niederlage gegen die muslimischen Seldschuken in der Schlacht bei Manzikert im Jahr 1071. Eigene Ziele verfolgend untergruben Adelsfamilien die nach der Schlacht getroffenen Abmachungen und lieferten den Seldschuken damit den Vorwand, Anatolien zu besetzen und dort das Sultanat der Rum-Seldschuken zu etablieren. Erst der zweite Komnenen-Kaiser Alexios I. konnte den Rest des byzantinischen Territoriums stabilisieren. Die Kreuzritter, die auf sein Hilfegesuch die byzantinische Hauptstadt Konstantinopel erreichten, stellten sich jedoch nicht wie erhofft in seinen Dienst, sondern verfolgten eigene Interessen. Sie gründeten unabhängige Kreuzfahrer-Reiche in der Levante.

### Herrschaft, Gesellschaft, Wirtschaft und Kultur
Die Verhältnisse in Europa des 11. Jahrhunderts waren regional sehr unterschiedlich. Das abendländische Europa wies trotz regionaler Vielfalt mit seiner feudalistischen, römisch-katholisch geprägten Struktur auch zahlreiche Gemeinsamkeiten auf und grenzte sich damit deutlich von Byzanz und dem muslimischen Europa ab.

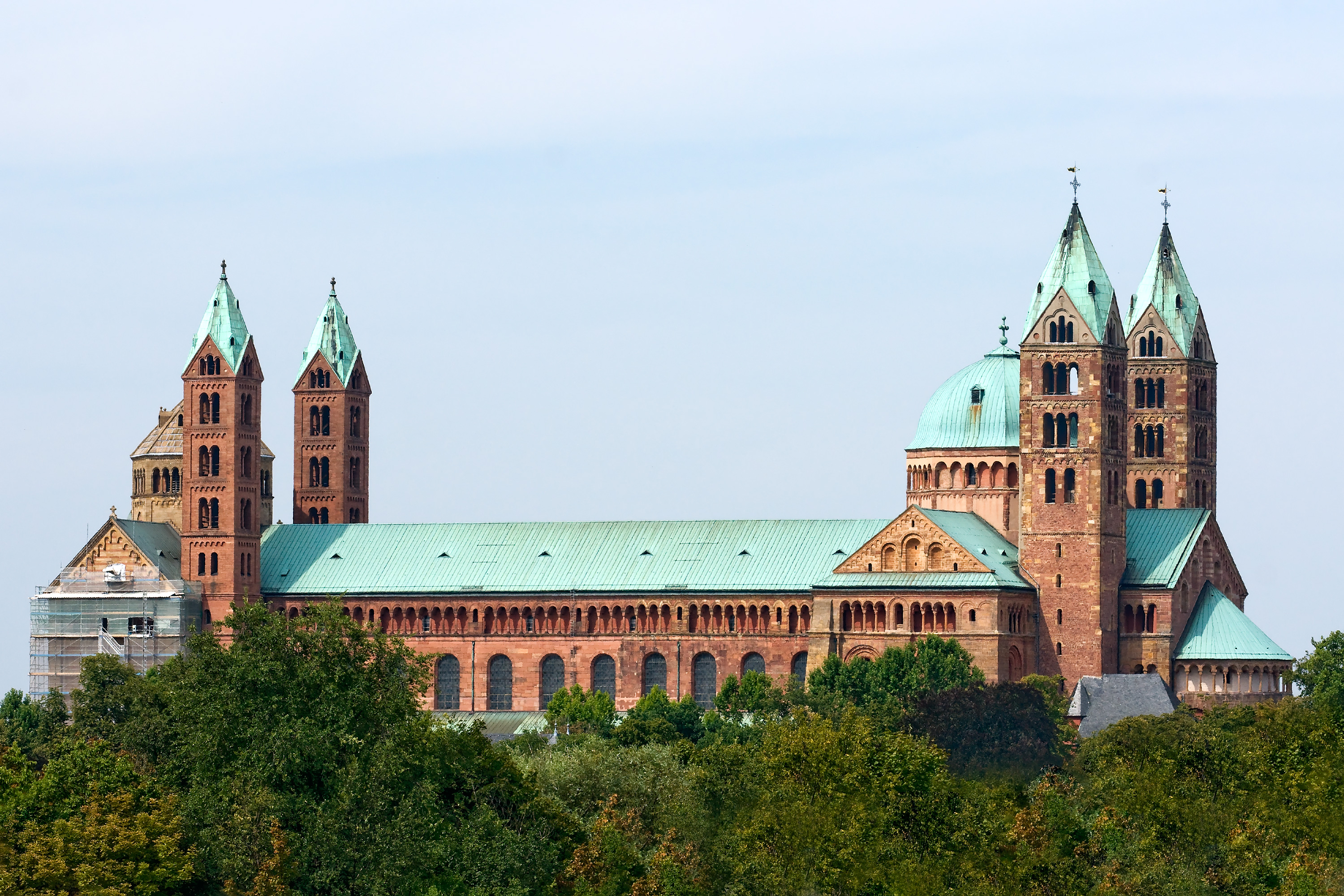
Der Dom zu Speyer

Beherrschender Wirtschaftszweig war die Landwirtschaft. Bedingt durch ein günstiges Klima und eine im Gegensatz zu den vorherigen Jahrhunderten friedliche Zeit stieg die landwirtschaftliche Produktion an. Die seit dem 8. Jahrhundert bekannte Methode der Dreifelderwirtschaft wurde nun in vielen neuen Territorien angewandt. Neben dieser methodischen Verbesserung fanden auch technische Innovationen, wie der Wendepflug, das Kummet und der Hufbeschlag von Pferden eine weite Verbreitung. Zu diesen ertragssteigernden Faktoren bestehender Flächen kam die Ausweitung der landwirtschaftlichen Flächen durch intensive Rodungstätigkeiten.
Die signifikante Steigerung der landwirtschaftlichen Erträge führte zu einer starken Verringerung der Hungersnöte und ermöglichte ein breites Bevölkerungswachstum. Dies führte zu einer Siedlungsverdichtung, wobei Dörfer zu Städten wurden und bestehende Städte wuchsen. Vermehrte Stadtneugründungen gab es in diesem Jahrhundert nur im französischen Reich. Trotz dieses Städtewachstums blieben die Städte des Abendlandes in Komplexität und Größe hinter den Städten anderer Weltgegenden stark zurück. Insbesondere in Norditalien, aber auch am Rhein begannen die Bürgerschaften einiger Städte, eigenständige Rechte vom Hochadel zu erstreiten. Doch im Gegensatz zu den folgenden Jahrhunderten waren die Städte noch in adelige Herrschaftsstrukturen integriert und kein dominierender Faktor. In West- und Mitteleuropa begann das Dorf zum entscheidenden Strukturelement zu werden. Es fasste bisher zerstreute Bauernsiedlungen zusammen. Regelungen für das dörfliche Zusammenleben und die Benutzung von Gemeinschaftsfeldern entstanden.
Im abendländischen Europa des 11. Jahrhunderts wurde die Geldwirtschaft stetig bedeutender. Der durch den expandierenden Binnenhandel steigende Bedarf an Münzen wurde durch neu erschlossene Silberminen befriedigt. Auch die Eisenproduktion erhöhte sich deutlich. Die Einführung des horizontalen Webrahmens verhalf dem Textilhandwerk in Flandern und der Champagne zu bisher unbekannter Produktivität. Ferner führte der Boom im Kirchenbau zu einem Aufschwung des Bauhandwerkes.
Gefördert von der kirchlichen Reformbewegung sowie begünstigt durch den wirtschaftlichen Aufschwung und die relative politische Stabilität setzte im Abendland ein Bauboom von Steinkirchen ein. Diese Kirchen, wie der Speyerer Dom und die Abteikirche von Cluny, die deutlich größer waren als die Kirchen der vorherigen Jahrhunderte, wurden im romanischen Stil gebaut. Dieser Baustil ging von der römischen Bauweise aus und passte sie zeitlichen Bedürfnissen und Geschmack an. Er zeichnet sich durch dicke Mauern, runde Bögen und Würfelkapitelle aus. Zum Ende des Jahrhunderts wird mit dem Einsatz des Kreuzrippengewölbes zur Dachkonstruktion eine bauliche Innovation in Zentraleuropa verwirklicht. Die Kirchenbauten wurden vermehrt durch Monumentalplastiken geschmückt. Wie die Plastiken so bilden auch Buch- und Wandmalerei sehr oft religiöse Inhalte ab. Sie zeichnen sich durch einen hohen Symbolismus aus, der für eine naturgetreue Abbildung wenig Raum lässt.
Im abendländischen Europa reflektierte man zum ersten Mal im Mittelalter über die Struktur der Gesellschaft. Dabei identifizierte man drei Gruppen, die sich durch ihre Funktion für die Gesellschaft voneinander unterschieden, den kämpfende Adel, den Klerus und die Bauern. Könige, weltlicher Adel, Bischöfe und Äbte bildeten die Führungselite Europas. Der Elite gehörte der Grund entweder als Eigenbesitz oder als Lehen. Grundbesitz war nicht nur die bedeutendste wirtschaftliche Ressource, sondern begründete oft Herrschaftsrechte über die Bevölkerung, die auf ihm lebte. Der Grundbesitz wurde von den Grundherren abhängigen Bauern bearbeitet. Dabei ebneten sich die früheren Unterschiede zwischen freien und unfreien Bauern soweit ein, dass man von einem einheitlichen Bauernstand spricht Europaweit gab es viele unterschiedliche Formen von Abhängigkeitsverhältnissen zwischen Bauern und Grundbesitzen.
Für die Adelsfamilien wurde es zunehmend wichtig über geschlossene Territorien zu herrschen. Dabei kam es nicht unbedingt darauf an, dass sie ihnen rechtlich gehörten, sondern darauf, dass sie die Gerichtsbarkeit über diese ausüben konnten, sei es auch als belehnte Vasallen oder Vögte. Vor allem zur Verwaltung von Teilgebieten ihrer Territorien aber auch für den Militärdienst setzten der König, weltliche Adelige und die Kirche des Heiligen Römischen Reiches zunehmend Ministeriale, unfreie Dienstmannen, ein. Aus ihnen entwickelte sich der Kern der deutschen Ritter. Doch bildeten die Ritter noch keine geschlossene Gruppe wie im Spätmittelalter.
Einige Kirchenreformer wollten die christliche Lehre mit Hilfe der Vernunft besser verstehen. So formulierte Anselm von Canterbury Gedanken, die die maßgebliche philosophische Richtung des Mittelalters, die Scholastik, begründeten.

## Muslimische Welt

### Das Reich der Fatimiden

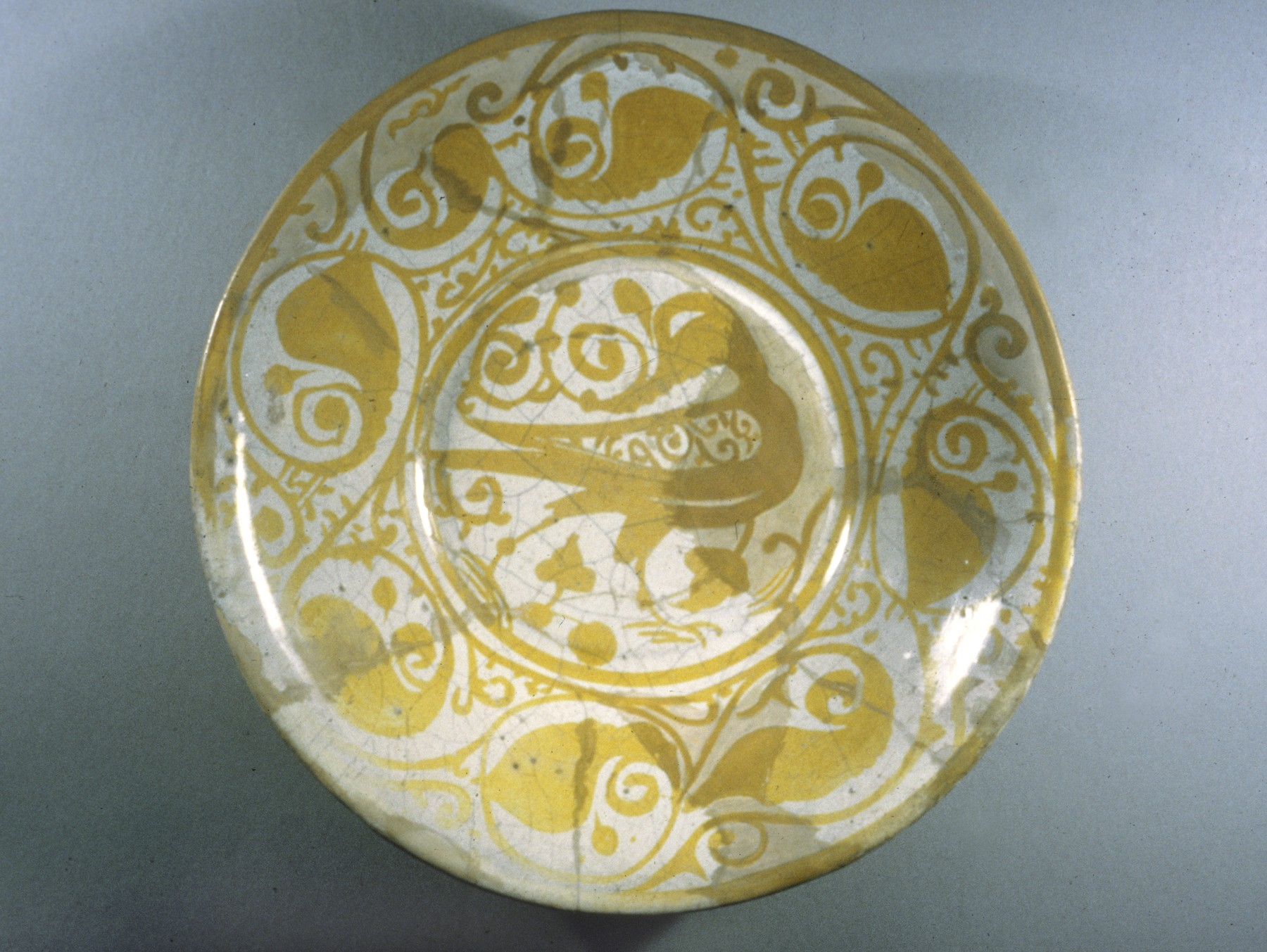
Lüsterkeramik aus dem Reich der Fatimiden

Ein Landstreifen, der vom Süden der Iberischen Halbinsel über Nordafrika und den Nahen Osten bis nach Zentralasien reichte, wurde von Muslimen regiert. Zu Beginn des Jahrhunderts standen große Teile Nordafrikas unter der Herrschaft der Kalifen der Fatimiden-Dynastie. Diese hatte ihren Sitz im ägyptischen Kairo, während die Familie der Ziriden für sie das westlich von Ägypten gelegene Ifrīqiya regierte. Zur Mitte des Jahrhunderts veränderten drei Entwicklungen den Nordwesten des afrikanischen Kontinents. Zunächst sagten sich die Ziriden von den Fatimiden los und wechselten von der schiitischen zur sunnitischen Konfession. Danach zogen muslimische Nomaden, die arabischen Banū Hilāl, von Oberägypten nach Nordwestafrika und verdrängten zahlreiche einheimische Berberstämme von den Hochebenen und flachen Küstenregionen in die Berge des Maghrebs. Mit der Einwanderung der Banu Hilal vergrößerte sich der arabische Bevölkerungsanteil in der Region erheblich. Die Nomaden zerstörten Qairawān, die wichtigste Stadt Nordwestafrikas, große Teile der Landwirtschaft und andere wirtschaftliche Ressourcen der Region. Dadurch wurde diese sowohl politisch als auch wirtschaftlich stark geschwächt. Diese Schwäche half den Almoraviden, von der westlichen Sahara aus den Maghreb zu erobern. Von dieser Basis aus eroberten sie dann den Süden der Iberischen Halbinsel. Die Almoraviden propagierten einen dogmatisch rigiden sunnitischen Islam, den sie gewaltsam verbreiteten.
Die ägyptischen Fatimiden beherrschten das mächtigste muslimische Reich des 11. Jahrhunderts. Am Anfang des Jahrhunderts umfasste es große Teile Nordafrikas, Palästinas und Syriens. Zeitweise unterstanden ihnen die Scherifen von Mekka und Medina, den heiligen Orten der Muslime. Der Verlust von Ifriqiya zur Jahrhundertmitte wurde durch den Gewinn der Herrschaft über den Jemen mehr als ausgeglichen. Die Fatimiden, schiitisch-ismailitische Kalifen, standen während des gesamten Jahrhunderts in Gegnerschaft zu den sunnitischen abbasidischen Kalifen von Bagdad und den sie stützenden weltlichen Dynastien der Buyiden und Seldschuken. An letztere verloren sie zum Ende des Jahrhunderts Teile Syriens.
Die wirtschaftliche Stärke des Fatimiden-Reiches beruhte darauf, dass sowohl Ägypten als auch der Jemen Drehkreuze des Seehandels mit Mittel- und Ostasien sowie Europa waren. Für den Handel zwischen Europa und der muslimischen Welt waren die Handelsrouten zwischen den italienischen Seehandelsstädten und Ägypten von zentraler Bedeutung. Produkte der produktiven Landwirtschaft und der hochwertigen Textilproduktion Ägyptens waren international genauso gefragt, wie das dort geförderte Mineral Alaune.
Obwohl die Herrscher Ägyptens dem schiitisch-ismailitischen Islam angehörten und stark für diese Richtung des Islam warben, war die Mehrheit der Muslime Sunniten. Ferner stellten koptische Christen einen großen Anteil der Bevölkerung. Mit Ausnahme des ersten Viertels des Jahrhunderts, in dem die Herrscher Gewalt gegen Christen und Juden ausübten, war das Zusammenleben der Religionen weitgehend friedlich.

### Die Expansion der Turkvölker
In Zentralasien traten zum Ende des 10. Jahrhunderts türkische Clans und Stämme, die bis zu diesem Zeitpunkt zum Islam konvertiert waren, das Erbe des persischen Samaniden-Reiches an. Der Beginn des 11. Jahrhunderts war durch die Eroberungen zweier bedeutender Herrscher-Dynastien geprägt, den Karachaniden und den Ghaznawiden. Letzte waren ehemalige Militärsklaven, die von Ghazni, einer Stadt im heutigen Ost-Afghanistan, ein großes Territorium eroberten. Auf dem Höhepunkt ihrer Macht in den 1030er Jahren reichte dies von Mittelpersien bis zur Stadt Lahore im heutigen Ost-Pakistan. Gestützt auf ihre starke Armee führten sie regelmäßig Beutezüge nach Nordindien bis in die Gangesebene durch. Durch die Niederlage gegen die Seldschuken in der Schlacht von Dandanqan im Jahre 1040 verloren sie ihr westliches Territorium konnten jedoch ihre Macht im heutigen Ost-Afghanistan und Pakistan weiterhin aufrechterhalten.

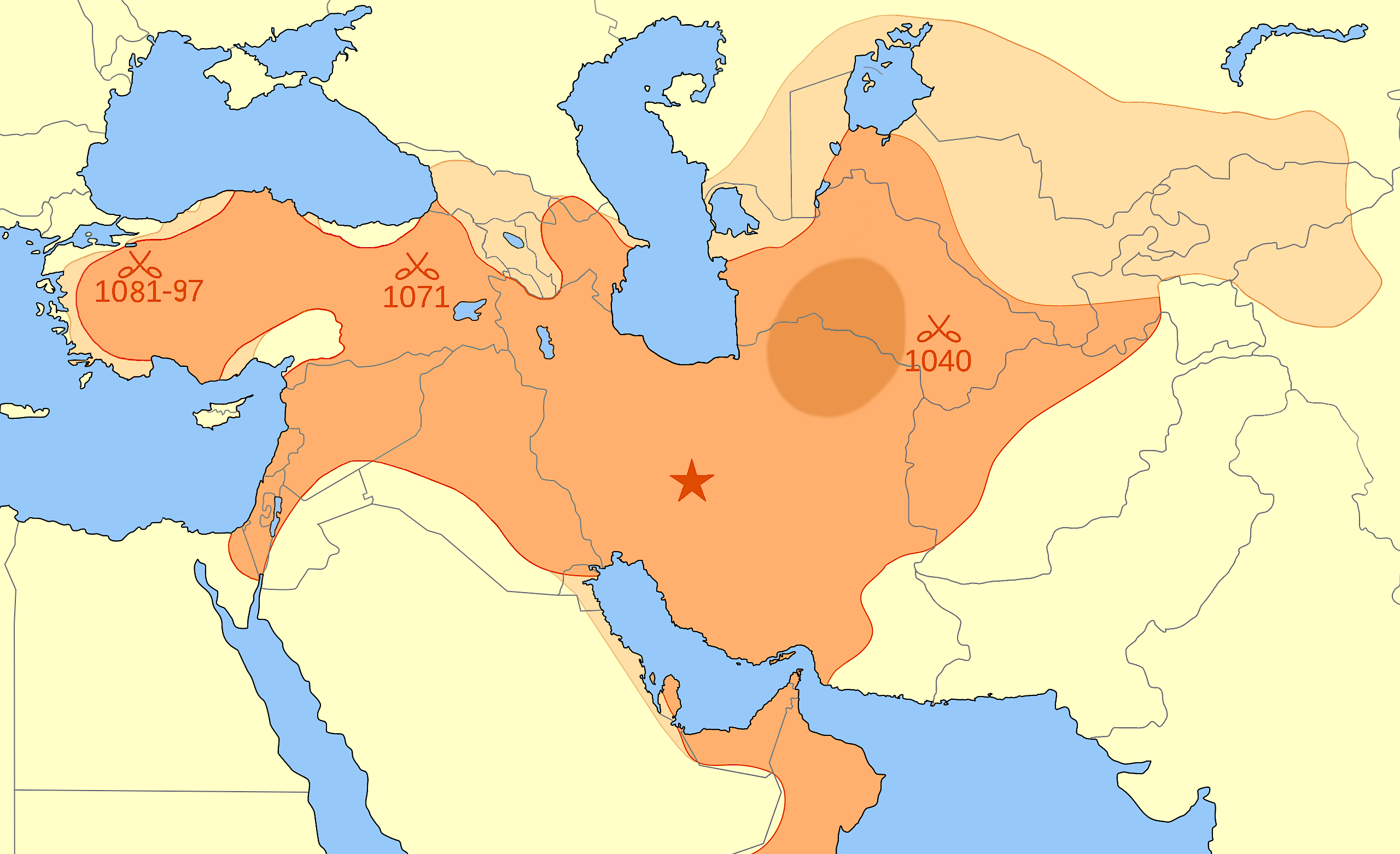
Reiche der Groß-, Rum- und Kerman-Seldschuken. Die hellere Färbung zeigt das Reich der Karachaniden. Die Jahreszahlen zeigen die Schlachten von Dandanqan (1040) und Manzikert (1071)

Die Karachaniden hatten gegen Ende des 10. Jahrhunderts ihr ursprüngliches Herrschaftsgebiet, das vom Tarimbecken bis zum Fluss Irtysch reichte, nach Transoxanien ausgedehnt. Dieses Reich wurde in den Jahren 1042/43 in ein West- und ein Ostreich geteilt, wobei das Westreich dem Ostreich untergeordnet war. Im Jahr 1072 geriet insbesondere das Westreich unter die Oberhoheit der Seldschuken. Die Karachaniden-Herrscher regierten in den folgenden Jahrzehnten als seldschukische Vasallen.
Die islamisch-türkischen Seldschuken begannen im Jahr 1040 mit ihrem Sieg über die Ghaznawiden, die sie jahrelang bekämpft hatten, ihren Siegeszug. Ausgehend von der Wüste Karakum zogen sie nach Westen und eroberten das Reich der Buyiden, die ein Gebiet von der Levante bis nach Ostpersien beherrschten. Der Sieg in der Schlacht bei Manzikert gegen Byzanz ermöglichte den Seldschuken, große Teile des byzantinischen Anatoliens dauerhaft zu besetzen. War das Reich auch von beachtlicher Größe, so war es jedoch nur ein loser Verbund von Einheiten mit hoher Autonomie. Nach dem Tod ihres Herrschers Malik Schah I. im Jahr 1092 zerfiel das Reich in verschiedene Regionalherrschaften. Ihre Herrschaft ließen sie sich von den Kalifen in Bagdad legitimieren. Dem Zerfall des Gesamtreiches der Seldschuken ab den 1090er Jahren leisteten die Institutionen des Militärlehens, Iqta, und der Prinzenerzieher, Atabeg, Vorschub. Beide Gruppen, die Lehnsempfänger und die Prinzenerzieher, konnten auf Basis der ihnen übertragenden Herrschaftsrechte lokale Territorialherrschaften aufbauen.
Während der Kalif, ähnlich wie bei den Buyiden, die oberste Instanz religiöser Lehre war, übten die Seldschuken die reale politische und militärische Herrschaft aus. Als Sultane sahen sie sich als weltliche Herrscher, die auch den Auftrag zur Durchsetzung des Islam hatten. Deshalb waren sie bemüht die sunnitische Richtung des Islam gegen die Schiitische durchzusetzen. Dazu etablierten sie in der islamischen Welt die Institution der Madrasa. Der Gründung einiger dieser theologischen Hochschulen durch die Sultane folgten zahlreiche private Gründungen durch Amtsträger des Reiches. Die Förderung des sunnitischen Islams durch die Herrscher ließ jedoch Raum für ein größtenteils friedliches Zusammenleben von Sunniten und Schiiten, war doch ihr gemeinsamer Feind der ismailitische Islam der fatimidischen Kalifen.
Die Seldschuken waren Nomaden, die in den eroberten Gebieten meist auf eine sesshafte Bevölkerung trafen. Die unterschiedlichen Lebens- und Wirtschaftsweisen waren eine ständige Quelle von Konflikten zwischen den Bevölkerungsgruppen. Insbesondere in für ihre nomadische Lebensweise geeigneten Regionen setzten sich die Turkvölker durch. Die Verwaltung des Reiches, an deren Spitze ein Wesir stand, ließen die Herrscher von alten meist persischen Eliten durchführen. Die Seldschuken förderten die persische Kultur und Literatur. So erlebten persische Architektur, Kunsthandwerk und Literatur unter ihnen eine Blüte.

## Asien

### Indischer Subkontinent

Herrschafts- und Einflussgebiet der Chola um ca. 1050

Der indische Subkontinent wurde von Regionalreichen beherrscht. Das stärkste unter ihnen war das südindische Reich der Chola. Die Könige Rajaraja I. und Rajendra I. setzten den im 10. Jahrhundert begonnenen Expansionskurs fort und eroberten große Teile Süd- und Ostindiens, die Malediven und Sri-Lanka. Auch Bengalen und das Gebiet des heutigen Myanmar gehörten zeitweise zum Einflussgebiet der Chola. Ziel der Chola war es, einen möglichst großen Anteil am maritimen Asienhandel zu bekommen. Dazu nutzten sie zum einen Diplomatie insbesondere mit China als auch die Macht ihrer Kriegsflotte, mit der sie in Südostasien intervenierten.
Den Handel selbst betrieben mächtige Händlergilden, die an der ostindischen Küste aber auch in Südostasien autonome Handelsplätze, Emporien, nutzten oder in großen Städten Selbstverwaltungsorgane besaßen. Die Gilden beschäftigten eigene Handwerker und Söldnertruppen.
Das Chola-Reich wurde von hinduistischen Königen regiert. Die von ihnen gebauten Tempel, wie der um das Jahr 1012 fertiggestellte Brihadishvara-Tempel in Thanjavur, wurden dazu benutzt die Herrschaft der Könige religiös zu legitimieren. Zu gleichen Zwecken wie bei den Chola entstanden auf dem Indischen Subkontinent im 11. Jahrhundert mehrere Reichstempel, die die Größe bisheriger Tempel um ein Vielfaches überschritten. Den Königen kam jeweils eine zentrale Rolle im religiösen Ritus zu, der bis zur Gottessohnschaft gehen konnte. Den Tempelbetrieb finanzierten die Tempel durch die Erträge aus ihren großen Ländereien. Die indischen Könige schenkten Brahmanen, Angehörigen der höchsten Priesterkaste, Ländereien, siedelten sie damit gleichmäßig auf ihrem Herrschaftsgebiet an und sicherten somit ihre Macht gegenüber lokalen Kräften.
Im Gegensatz zum wohlhabenden Süden litten die nordindischen Gebiete unter den Überfällen der Ghaznawiden. Bei ihren Raubzügen in der ersten Jahrhunderthälfte raubten sie große Mengen von Wertgegenständen und zerstörten einen beträchtlichen Teil der Infrastruktur. Von diesen wirtschaftlichen Verlusten konnten sich die nordindischen Gebiete bis ins 12. Jahrhundert hinein nicht erholen.

### China

Das Song-China und seine Nachbarn

#### Politik und Gesellschaft
Im 11. Jahrhundert war das von der Song-Dynastie regierte China in kultureller, wirtschaftlicher und technologischer Hinsicht das führende Reich Ostasiens. Flächenmäßig wesentlich kleiner als das Reich der vorherigen Tang-Dynastie und das heutige China war es umringt von militärisch und politisch ebenbürtigen Staaten. Der mächtigste Nachbar war das von der Liao-Dynastie regierte Reich der Kitan. Im Jahr 1005 legten die Song einen 25-jährigen Grenzkrieg mit ihren nördlichen Nachbarn bei. Als Preis für den Frieden verpflichtete sich China zu regelmäßigen umfangreichen Tributzahlungen an die Kitan, was die chinesischen Kaiser für sinnvoller hielten als die höheren Kosten der Kriegsführung. Zusätzlich zu den Tributen wurde die Liao-Dynastie als gleichwertig anerkannt und damit diplomatisch stark aufgewertet. Auch mit dem nordwestlich gelegenen XiXia-Reich beendete das chinesische Kaiserhaus einen jahrelangen Krieg durch einen im Jahr 1042 geschlossenen Friedensvertrag, der auch mit chinesischen Tributzahlungen an den Nachbarn verbunden war. Ferner führten die Chinesen mit ihren südlichen Nachbarn einen jahrelangen Krieg ohne nachhaltige Erfolge für beide Seiten.
Die Song-Kaiser bauten ihre Herrschaft auf einem hierarchischen Beamtenapparat auf, an dessen Spitze der Kaiser stand. Der Zugang zu den Beamtenposten erfolgte in bedeutendem Maße über Prüfungen. Das Prüfungssystem stand zwar für die meisten Schichten offen, dennoch bekam der überwiegende Teil der Kandidaten, der die Beamtenprüfung bestand, eine starke finanzielle Förderung, die sich nur wohlhabende Familien leisten konnten. Die Beamten waren die Träger einer zentralistisch orientierten Staatsbürokratie, die die heterogener werdende Gesellschaft zu kontrollieren versuchte. Dazu standen ihr durch Partizipation am wirtschaftlichen Aufschwung mehr Mittel zur Verfügung als in allen Jahrhunderten zuvor. Auf regionaler und lokaler Ebene jedoch waren die Mittel der kaiserlichen Beamten, auf die sie direkt Zugriff hatten, begrenzt. Hier waren die Beamten auf die Hilfe der lokalen Eliten, meist Großgrundbesitzer, angewiesen. Diese waren die Träger lokaler Infrastruktur, wie Schulen, Sozialeinrichtungen und der Kulturförderung. Die Großgrundbesitzer hatten aufgrund ihrer Besitzrechte auch einen großen Teil der exekutiven Gewalt über ihre Pächter, deren Freiheit sie stark beschränken konnten.

#### Wirtschaft, Technologie und Kultur

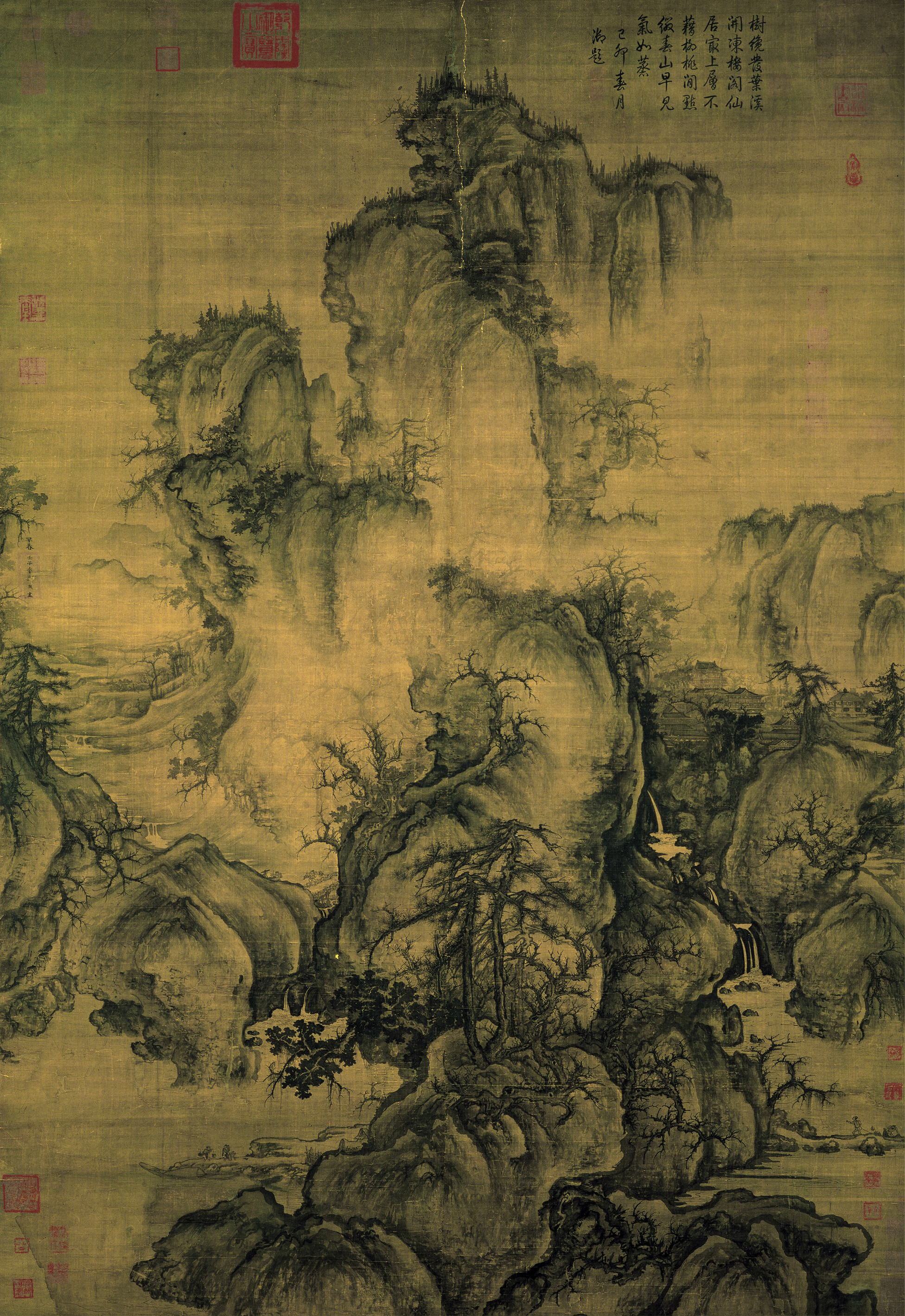
Guo Xi: Früher Frühling

Im Song-China des 11. Jahrhunderts herrschte Aufbruchsstimmung. In diesem Zeitraum setzte sich das Wirtschaftswachstum der vergangenen Jahrhunderte fort. Dieser Prozess zeichnete sich durch eine beträchtliche Produktionssteigerung und Diversifizierung der Landwirtschaft aus, die durch das milde Klima der Zeit begünstigt wurde. Weitere Kennzeichen waren ein Anstieg der Bevölkerung, die Steigerung des Handels und die Entstehung und das Wachstum von Städten.
80 % der Chinesen wohnten im Süden insbesondere im Delta des Flusses Jangtsekiang und den Küstenregionen. Der hier praktizierte Reisanbau konnte viermal so viele Menschen ernähren, wie der Getreideanbau des Nordens. Wie schon in den vergangenen Jahrhunderten war neben dem größeren Reservoir an Arbeitskräften der Einsatz neuer Techniken, wie die Perfektionierung des Nassfeldbaus, der Einsatz neuer Reissorten und das Aufbringen von Dünger, Triebkraft der landwirtschaftlichen Entwicklung. Hinzu kamen der Einsatz von Pumpen sowie die Nutzung von Mühlen und Dreschmaschinen. Diese Mittel ermöglichten, nicht nur den Ertrag bestehender Flächen zu steigern, sondern auch Flächen zu nutzen, die vorher nicht wirtschaftlich bebaubar waren. Zur Förderung der Wirtschaft wies die Song-Dynastie zusätzliche landwirtschaftliche Nutzflächen aus, verteilte die Steuerlast um und führte Infrastrukturmaßnahmen, wie den Kanal- und Dammbau, durch. Hohe landwirtschaftliche Überschüsse begünstigten eine Spezialisierung. Diese erforderte die Ausweitung des Handels und eine marktorientierte Wirtschaft entstand.
Die Waren- und Geldwirtschaft gewann an Bedeutung, was sich in der starken Ausweitung der Münzprägung niederschlug. Die jährliche Emission Bronzemünzen, die sich in den 70er Jahren sogar vervierfachte, ging mit einer starken Ausweitung der Kupferproduktion einher. Neben Kupfer wurde durch den privat betriebenen Bergbau auch verstärkt Kohle gefördert. Diese wurde für die Eisenproduktion in Hochöfen benötigt, die mit Abstand die größte der damaligen Welt war. In größerem Umfang wurden Metalle exportiert, zunehmend auch in der Form von Münzen. Neben Seide war Keramik ein bedeutendes Exportgut, das als Massengut zu einem erheblichen Teil nur für diesen Zweck produziert wurde. Der Export war für den Staat eine bedeutende Einnahmequelle, sowohl durch Außenhandelsmonopole als auch durch Zölle, die von freien Händlern entrichtet wurden. Der vorher stark regulierte Außenhandel wurde im Jahr 1090 liberalisiert, was insbesondere chinesischen Händlern neue Möglichkeiten eröffnete. Auch der Binnenhandel, für den der Transport auf Flüssen und Kanälen eine zentrale Bedeutung hatte, nahm im Laufe des Jahrhunderts zu. Die staatliche Regulierung ab den 1070er Jahren wirkte belebend auf den Handel.
Eine bedeutende Schiffbauindustrie fertigte hochseetaugliche Schiffe für den maritimen Export, die technisch weiter verbessert wurden. Chinesische Händler reisten auf ihren Schiffen bis nach Indien. Unterstützt wurde die Seefahrt durch technische Entwicklungen wie den Kompass. Auch auf anderen Gebieten von Naturwissenschaft und Technik wurden erhebliche Fortschritte erzielt, so dass der Wissenstand in fast allen Bereichen deutlich größer war als der Europas zur selben Zeit. Wesentliche Triebkraft des Fortschritts war das Interesse der Eliten, eine immer komplexer werdende Gesellschaft staatlich zu lenken. Dabei wurde das Wissen aufgrund von Erfahrungen und Beobachtungen gewonnen. An der Entwicklung abstrakter wissenschaftlicher Theorien bestand jedoch kaum Interesse.
Das Bevölkerungswachstum und die effektivere und diversifizierte Wirtschaft führten dazu, dass die Zahl und Größe der Städte wuchs. Die Chinesen waren im 11. Jahrhundert die am stärksten urbanisierte Gesellschaft der Welt. So lag die größte Stadt der Welt, Kaifeng, deren Einwohnerzahl die Millionen überstieg, in China. Die Struktur der Städte war im Gegensatz zu den Städten der Tang-Zeit offen, was eine uneingeschränkte Mobilität zwischen den Stadtteilen zuließ. In ihnen gab es eine Vielzahl unterschiedlicher Einrichtungen bis hin zu Vergnügungsvierteln.
Träger der Kultur waren der kaiserliche Hof und lokale Eliten, meist Großgrundbesitzer. Sie förderten oft vielseitige Universalgenies, die in mehreren Gebieten von Kunst und Wissenschaft außergewöhnliche Leistungen vollbrachten. In der Malerei waren einerseits idealisierte monumentale Landschaftsbilder populär. Andererseits gab es große Abbildungen von Alltagsszenen, die sehr detailgetreu und realistisch umgesetzt wurden.

### Korea und Japan
Das einen Großteil der koreanischen Halbinsel beherrschende Goryeo konnte die Angriffe seines nördlichen Nachbarn Kitan, die dieser in der ersten Hälfte des Jahrhunderts durchführte, abwehren. Ab dem Jahr 1040 gewannen die traditionellen Clans wieder zunehmend Einfluss auf das Kaiserhaus.
Japan wurde de facto von der Familie Fujiwara regiert. Zwar waren die japanischen Kaiser die Oberhäupter des Landes, in der Realität waren sie jedoch jeglicher Macht beraubt und mussten dulden, dass die Fujiwara für sie regierten. Im Jahr 1087 dankte jedoch Kaiser Shirakawa zu Gunsten seines Sohnes ab und zog sich von Hof in ein buddhistisches Kloster zurück. Dort schaffte er sich eine Machtbasis, die die Familie Fujiwara und den japanischen Hof schwächte. Er begründete somit eine Tradition von Ex-Kaisern, die in Konkurrenz zum japanischen Hof standen. Sie verbündeten sich oft mit dem in den Provinzen ansässigen japanischen Kriegeradel, der seine Stellung in diesem Jahrhundert weiter ausbauen konnte.
Trotz der mit der Schwächung der Familie verbundenen Spannungen entstand das von einer Hofdame geschriebene Werk Genji Monogatari (Die Geschichte des Prinzen Genji), eines der wichtigsten Werke der japanischen Literatur. Am Hof und in Klöstern wurde die chinesische Schrift zur japanischen Schrift weiterentwickelt.

### Südostasiatische Reiche

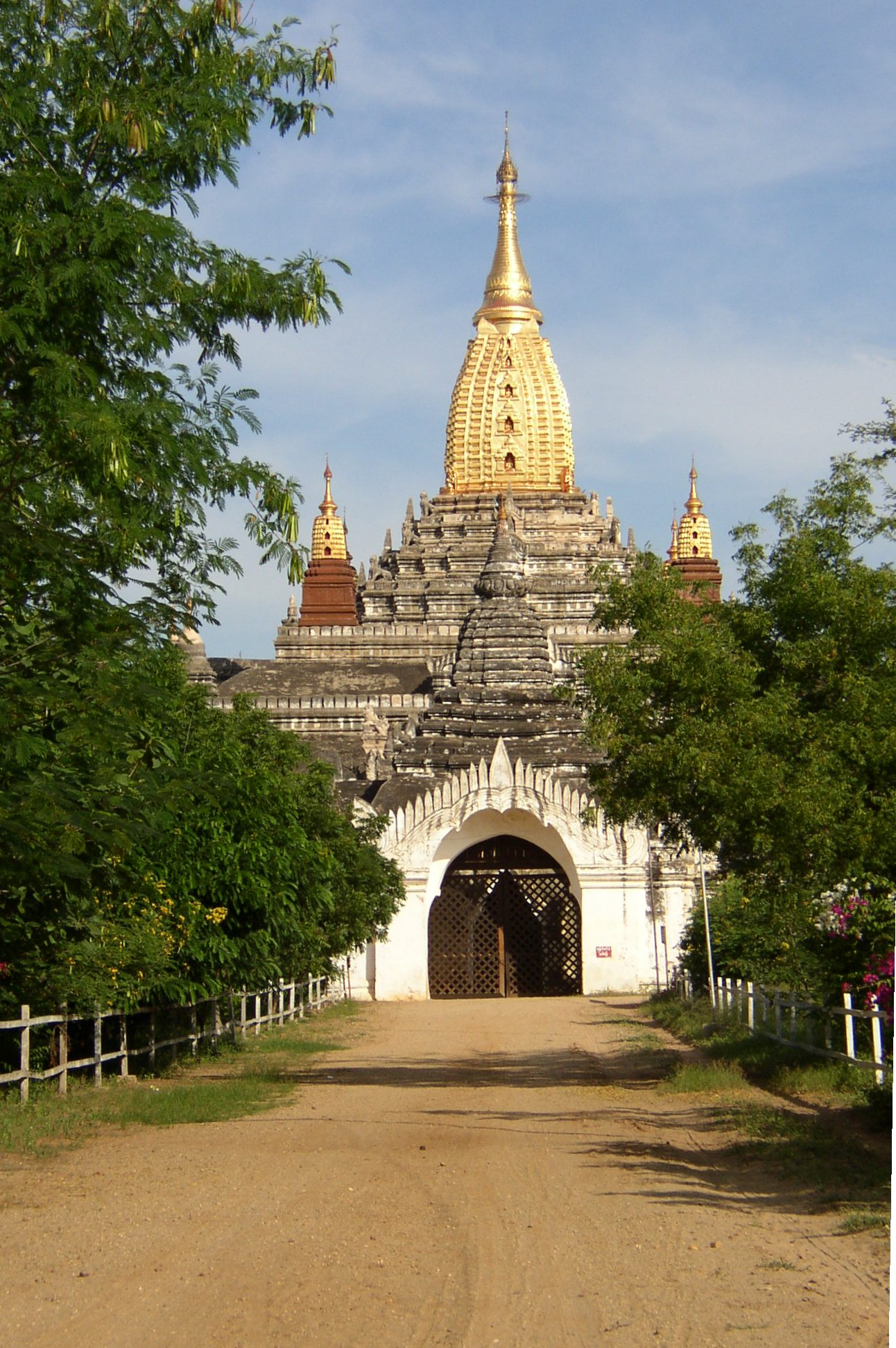
Ananda-Tempel, einer der vier Portalvorbauten.

Südostasien gliederte sich in Großreiche auf dem Festland, von denen Bagan im Westen, Angkor, und Champa im Osten die wichtigsten waren, und maritime Reiche mit Schwerpunkt auf den Inseln, von denen das Reich Srivijaya das mächtigste war.
König Anawrahta eroberte die Gebiete der Mon und beherrschte von Bagan aus ein Gebiet, das in großen Teilen dem des heutigen Myanmar entsprach. Sein buddhistischer Nachfolger setzte mit dem Bau des Ananda-Tempel in den 1090er Jahren einen umfangreichen Bauboom buddhistischer Bauwerke in dem Reich in Gang, der erst 200 Jahre später enden sollte.
Die Khmer-Könige des benachbarten Angkor-Reiches führten auch in diesem Jahrhundert ihre Tradition der Tempelbaupolitik fort. Diese sollte die Herrscher stützen. Eine vorwiegend symbolische Funktion hatte auch die Errichtung des Westlichen Baray, eines ungefähr 17 km² großen Stausees. Die Landwirtschaft, die durch ein großes aufwendig gebautes System von Kanälen, Stauseen und Wasserläufen bewässert wurde, schenkte dem Reich große Überschüsse. Ferner war Angkor über Wasserstraßen mit der Küste verbunden, was die Einbindung in den südostasiatischen Seehandel ermöglichte. Gestützt auf diese wirtschaftlichen Ressourcen dehnten die Khmer ihr Reich auf das Gebiet des heutigen Zentral- und Südthailands aus.

## Ereignisse

### Europa
- 1024: Mit der Wahl Konrads II. zum König des Heiligen Römischen Reiches beginnt die Herrschaft der Salier-Dynastie.
- 1054: Das Morgenländische Schisma ist ein bedeutender Schritt im Prozess der Spaltung des Christentums in orthodoxe und katholische Kirche.
- 1066: Der Sieg in der Schlacht bei Hastings war ein zentraler Erfolg bei der Eroberung Englands durch die Normannen unter Wilhelm dem Eroberer.
- 1077: Mit dem Gang nach Canossa erreichte Heinrich IV. die Aufhebung seiner Exkommunikation durch den Papst.
- 1085: Alfons VI. eroberte in der Mitte der Iberischen Halbinsel gelegene Toledo von den Mauren.
- 1095: Papst Urban II. rief zum Ersten Kreuzzug auf.

### Die muslimische Welt
- 1009: Der fatimidische Kalif al-Hākim ließ die Grabeskirche in Jerusalem zerstören.
- 1040: In der Schlacht von Dandanqan besiegten die Seldschuken die Ghaznawiden und begannen danach ihren großen Eroberungszug.
- 1055: Mit der Eroberung Bagdads stürzten die Seldschuken die Buyiden-Dynastie und etablierten sich als Beschützer des abbasidischen Kalifats.
- 1071: In der Schlacht bei Manzikert besiegten die Seldschuken das Heer des Byzantinischen Reiches
- 1099: Die Kreuzfahrer des ersten Kreuzzuges eroberten Jerusalem.

### Asien
- 1016: Untergang des jüdischen Chasarenreiches am Nordufer des Kaspischen Meeres.
- 1023: Mit einer erfolgreichen Flottenexpedition gegen das Reich Srivijaya etablierten sich die Chola als südostasiatische Handelsmacht.
- 1087: Der japanische Kaiser Shirakawa dankte zu Gunsten seines Sohnes ab. Danach begründete er die Institution der Ex-Kaiser, die in Konkurrenz zum japanischen Hof stand.

## Persönlichkeiten
- Papst Gregor VII. postulierte als erster Papst den Machtvorrang der Päpste gegenüber den anderen geistlichen und weltlichen Gewalten.
- Kaiser Heinrich IV. kämpfte im Investiturstreit mit dem Papst um die Vorrangstellung des Kaisers bei der Bischofsernennung.
- König Wilhelm der Eroberer, eroberte England und begründete die feudale Herrschaftsordnung des englischen Mittelalters.
- Anselm von Canterbury gilt als erster großer Scholastiker, der vorherrschenden philosophischen Richtung des Mittelalters.
- Kaiser Basileios II. führte das mittelbyzantinische Reich zu seinem Machthöhepunkt.
- Sultan Tughrul Beg leitete die Expansion des Seldschuken-Reiches
- Ibn Sina (Avicenna) war ein persischer Universalgelehrter, dessen Kanon der Medizin in den folgenden Jahrhunderten eine herausragende Stellung in der medizinischen Lehre und Praxis sowohl in der muslimischen Welt als auch im abendländischen Europa hatte.
- König Rajendra I. trug maßgeblich zur Expansion des Chola-Reiches bei.